# خدمة شروق الشمس

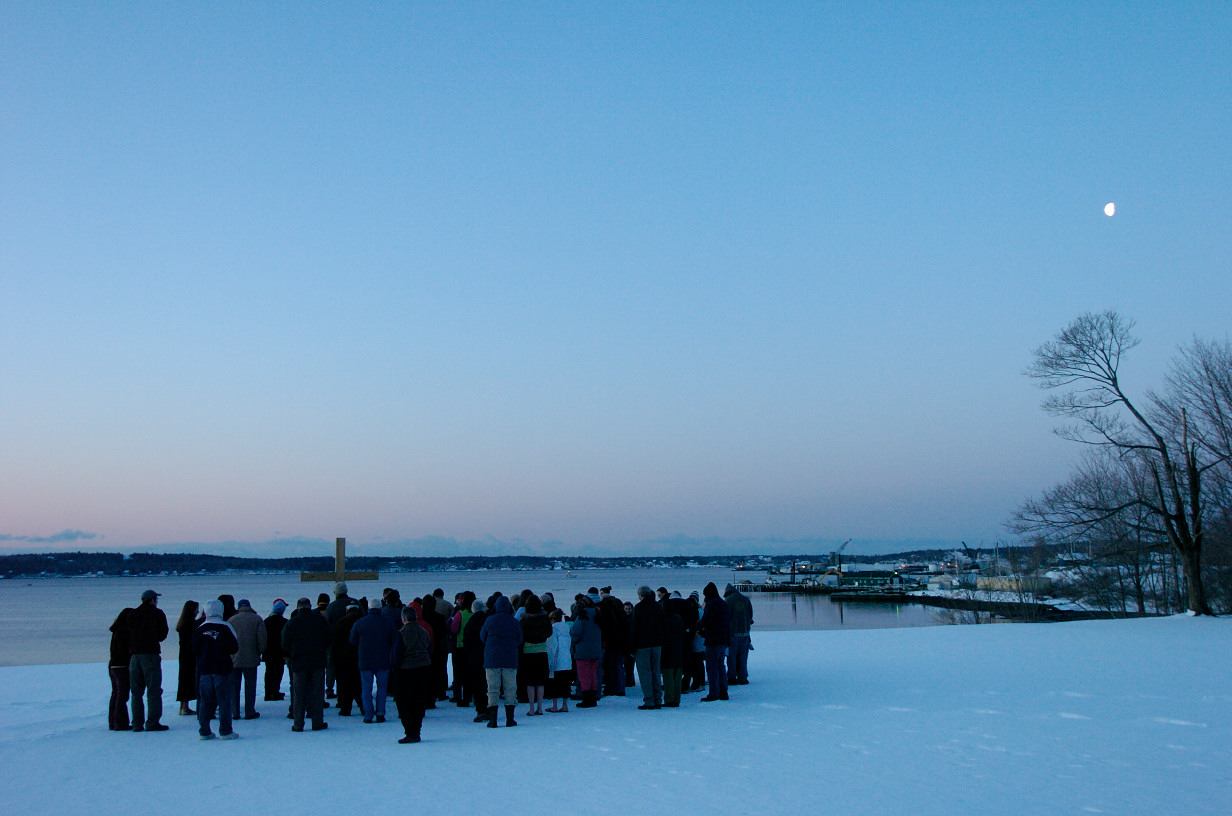
خدمة طلوع الشمس في روكلاند بولاية ماين.

خدمة شروق الشمس هي خدمة تمارسها بعض الكنائس البروتستانتية في عيد القيامة، وذلك بدلاً من ليلة سبت النور التقليدية القديمة التي حافظت عليها الكاثوليكية الرومانية،الأرثوذكسية الشرقية، الإجليكانية واللوثرية.
تقام هذه الخدمة في الأماكن المفتوحة، كالمتنزهات أحياناً ويجلس الحضور على كراسي أو مقاعد في الهواء الطلق.

## تاريخ
تعود أول خدمة مسجلة لشروق الشمس بعيد القيامة إلى عام 1732 في الطائفة المورافية في هيرنهوت بهضاب لوساتيا العليا بساكسونيا. بعد أن دامت صلاة ما قبل العيد طوال الليل، ذهب الأخوة العزاب -- غير المتزوجين من رجال الطائفة -- إلى مقابر البلدة، «جادز إيكر ‏»، على الهضبة التي تعلو المدينة لإنشاد ترانيم التمجيد للمخلص القائم، وفي العام التالى، اشتركت الطائفة كلها في الخدمة، ومنذ ذلك الحين، انتشرت «خدمة صباح أحد القيامة» أو «خدمة شروق الشمس» حول العالم من قبل المبشرين المورافيين، ويرافق الموكب إلى المقابر جوقات موسيقى النحاسيات بعزفها التجاوبى للترانيم.

## في الولايات المتحدة
مازالت الكثير من الكنائس بجنوب الولايات المتحدة الأمريكية تعقد خدمة شروق الشمس التقليدية في المقابر، وذلك إشارة إلى إقرارهم أن يسوع لم يعد جاثماً في قبره صباح أحد القيامة. تعقد الخدمة في الصباح الباكر بحيث يتمكن الحضور من رؤية شروق الشمس خلالها.غالباً ما تتبع أو تشابه الخدمة نسق الخدمة الكنسية العادية، وقد تحتوى على الموسيقى (التراتيل أو جوقات الثناء)، المشاهد الدرامية وموعظة يوم القيامة المجيد، وبعد انتهاء الخدمة، قد تقدم الكنيسة إفطاراً للحضور.

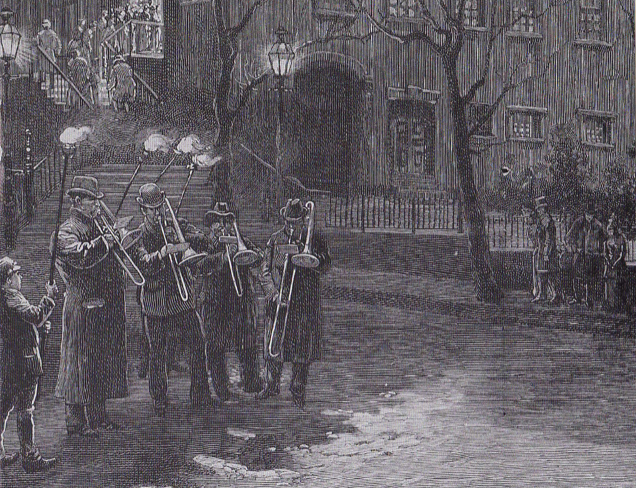
جوقة من أربعة عازفين للترومبون تعزف على ضوء المشاعل بعيد القيامة، وذلك إعلاناً عن خدمة عيد القيامة المورافية في بيت لحم بنسلفانيا.

غالباً ما تعد خدمة طائفة سالم أشهر خدمات شروق الشمس المورافية بالولايات المتحدة، وهي تعقد سنوياً منذ عام 1772 فيما يعرف حالياً بوينستون سالم بكارولاينا الشمالية. يجتمع ما يزيد عن ستة آلاف مصلي قبل الفجر أمام الكنيسة لإعلان قيامة المسيح، ثم ينتقل الجمع إلى المقبرة التاريخية أو «جادز إيكر»، بينما تعزف جوقات موسيقى النحاسيات، التي تتكون من اثنتى عشرة مجموعة، ما يتعدى الخمسمائة فرد إجمالاً، الترانيم بشكل متجاوب. يتم اختتام الخدمة بإعلان الإيمان وترانيم الأمل.
و في عام 2012 بواشنطن دى.سى، اجتمع الآلاف عند نصب (لينكولن) التذكارى للاحتفال المسكونى الثالث والأربعين بخدمة «شروق الشمس» بعيد القيامة، وهو تقليد نشأ بواشنطن يجمع المسيحيين من شتى الطوائف وعمره الآن يناهز ثلاثة عقود.
ومن التقاليد القديمة الأخرى التي لا تزال قائمة، ذلك الذي بدأ على قمة «ستون ماونتن» بالقرب من أتلانتا عام 1944. يبكر المتنزه بافتتاح أبوابه في الرابعة فجراً، ومعها تتحرك «السكايليفت» (وسيلة نقل تحمل الركاب في ناقلات معلقة بكابلات وتدعمها سلسلة أبراج) باكراً لتحمل المصلين من القمة وإليها.

## في بريطانيا
و في عيد القيامة، تجتمع العديد من الكنائس معاً لخدمة شروق الشمس على أرض مرتفعة أو على الشاطئ. تجتمع الكنائس المحلية حول «دايمتشيرش» في (كنت) في تمام السادسة صباحاً ليحمدوا الرب على إحياءه يسوع، ويعقدون الخدمة غير الرسمية على شاطئ «دايمتشيرش» بينما تشرق الشمس.